# Archibald Black
Archibald Campbell "Archie" Black (ur. 17 maja 1883 w Winnipeg, zm. 14 maja 1956 w Vancouver) – kanadyjski wioślarz, srebrny medalista olimpijski.
Wystąpił na igrzyskach olimpijskich w Paryżu w 1924, gdzie Kanadyjczycy w składzie: Archibald Black, George MacKay, Colin Finlayson i William Wood zdobyli srebrny medal w czwórkach bez sternika. W wyścigu finałowym o 4,4 sekundy przegrali z Brytyjczykami. Był to jego jedyny start olimpijski.